# Білківці
Бі́лківці —  село в Україні, у Озернянській сільській громаді Тернопільського району Тернопільської області. Розташоване на річці Восушка, на заході району.
До вересня 2015 року у підпорядкуванні Богданівській сільській раді. Від вересня 2015 року ввійшло у склад Озернянської сільської громади.
Населення — 218 осіб (2003).

## Історія
Перша писемна згадка — 1532. 
У селі була парафіяльна школа, яка заснована у 1868 році, при школі була дослідна ділянка і сад овочевих дерев.
12 червня 2020 року, відповідно до розпорядження Кабінету Міністрів України № 724-р «Про визначення адміністративних центрів та затвердження територій територіальних громад Тернопільської області» увійшло до складу Озернянської сільської громади.
19 липня 2020 року, в результаті адміністративно-територіальної реформи та ліквідації Зборівського району, село увійшло до складу Тернопільського району.

## Пам'ятки
Є церква Святого Миколая (1844). Перша церква була дерев'яна, парафією завідував Мелетій Феденишин. Церкву Св. Миколая знищили під час Перщої світової війни, відбудували в 1929 році.

## Пам'ятники
Встановлено:
- хрест на честь скасування панщини (відновлено 1990-ті),
- насипана символічна могила полеглим воякам УПА.

## Соціальна сфера
Діють сільськогосподарське підприємство ”Шанс-Ол”, загальноосвітня школа І ступеня, бібліотека.

## Відома особа

### Перебував
- Северин Данилович — український публіцист, громадсько-культурний і політичний діяч, господарював у своєму маєтку в селі[3].

## Галерея

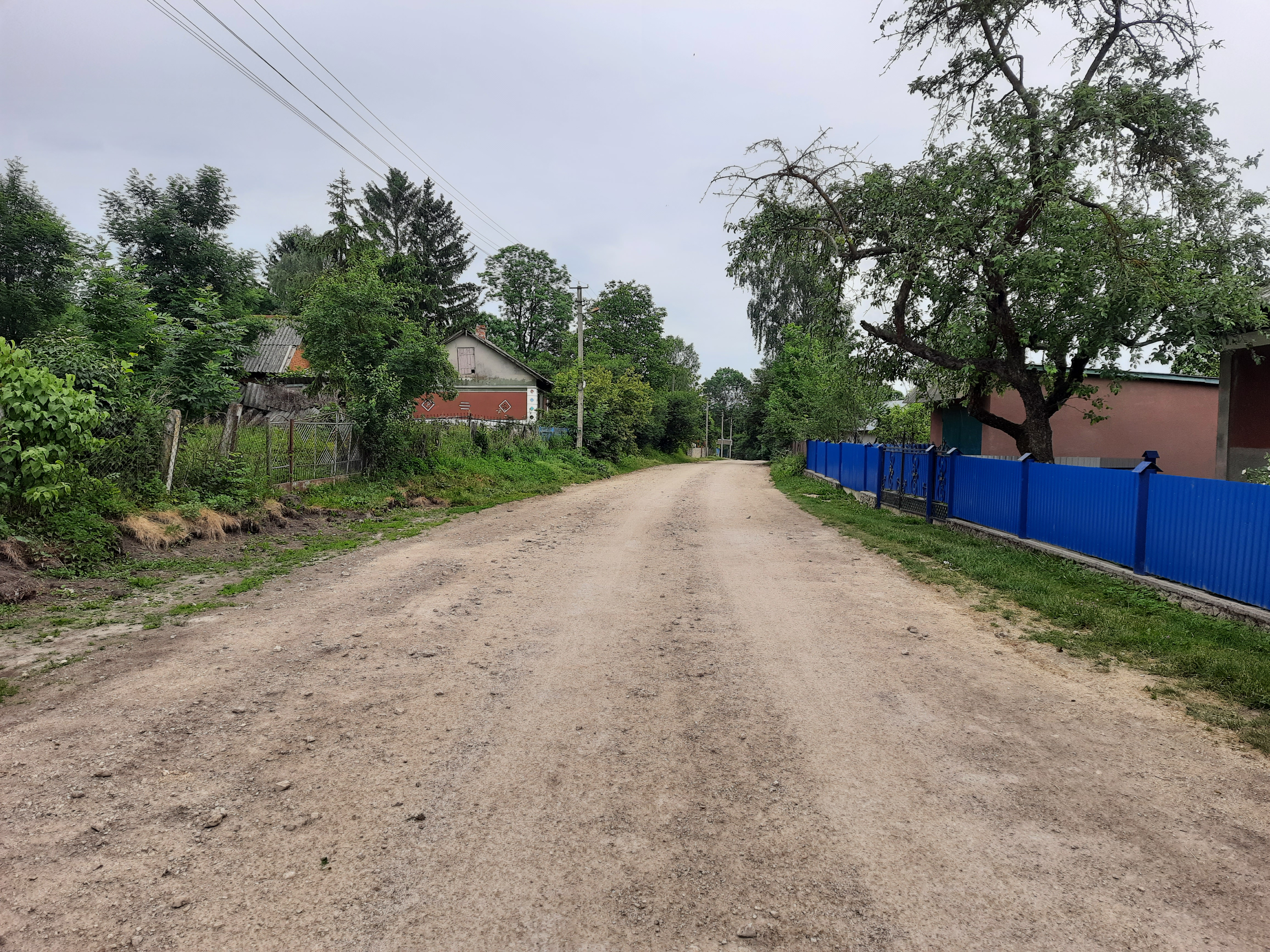
Сільська вулиця
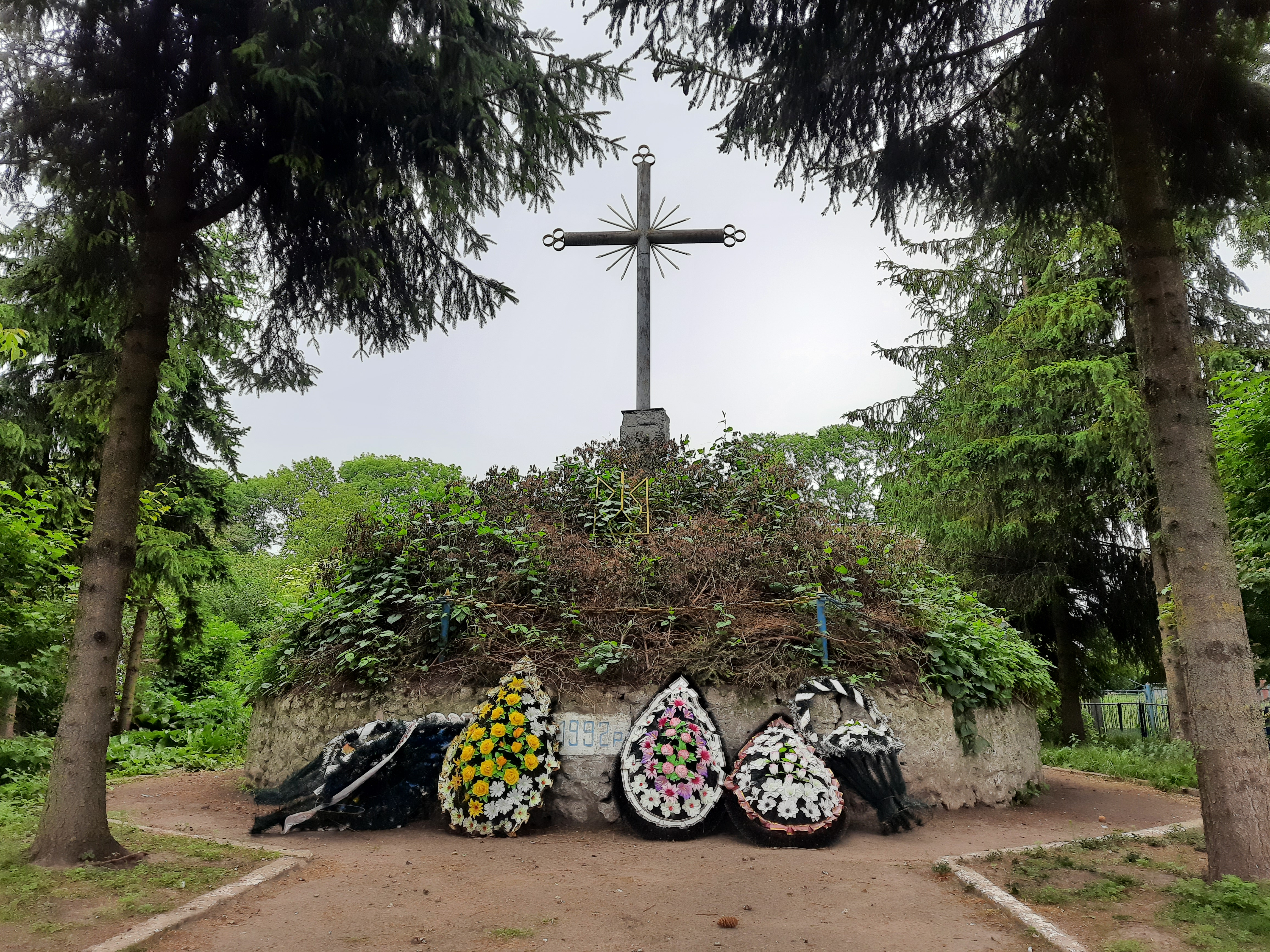
Символічна могила Борцям за волю України
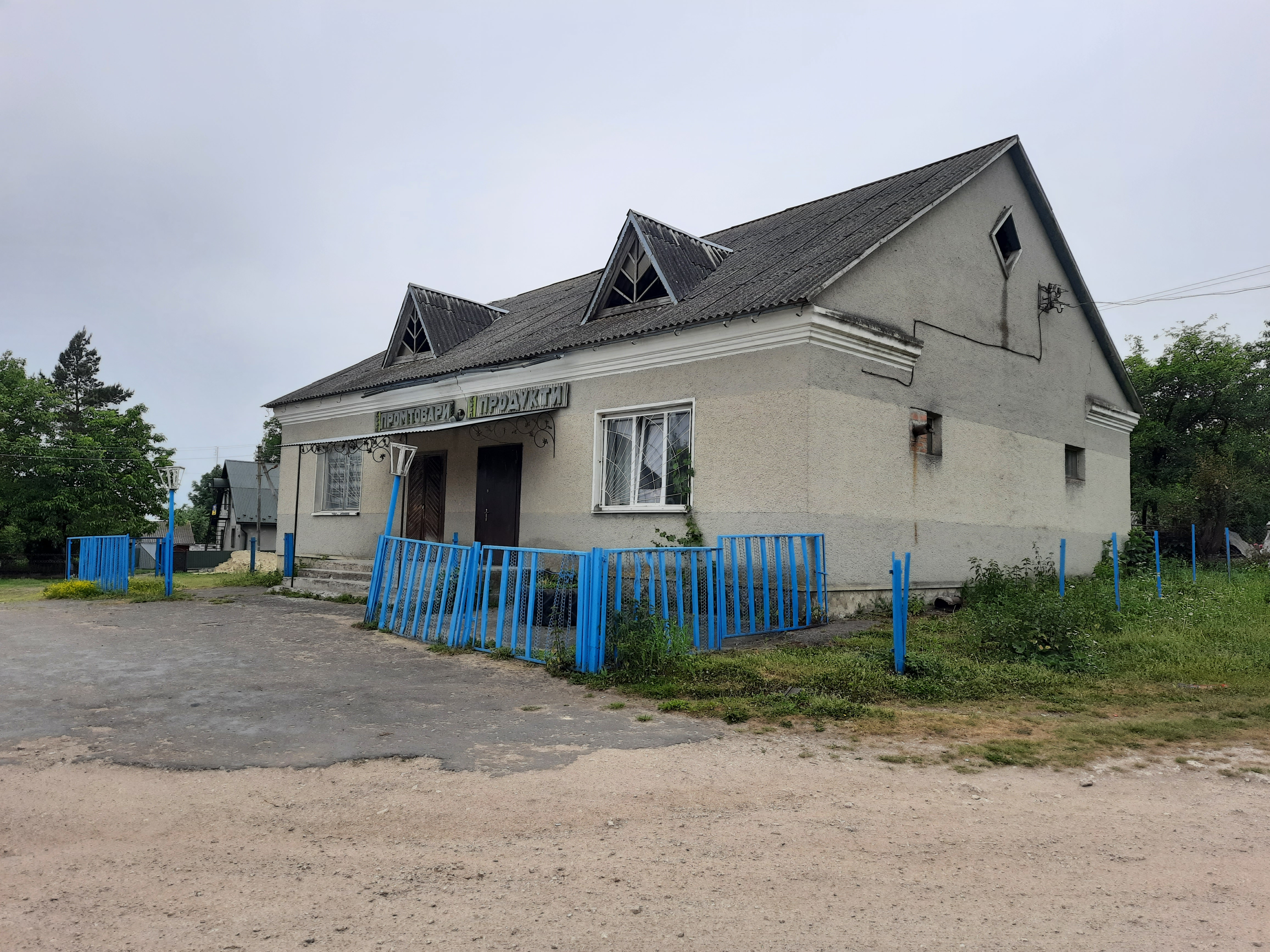
Крамниця
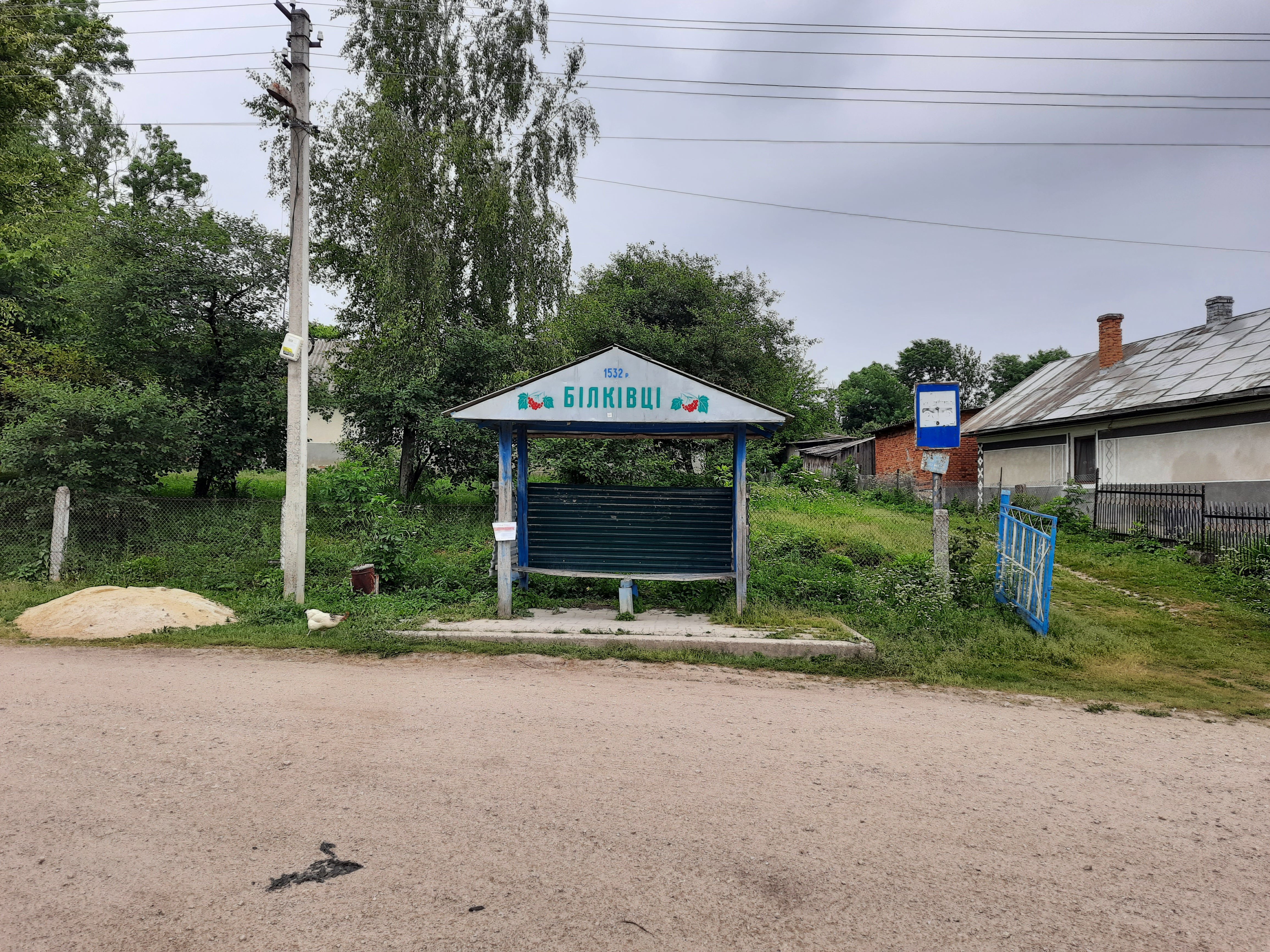
Автобусна зупинка
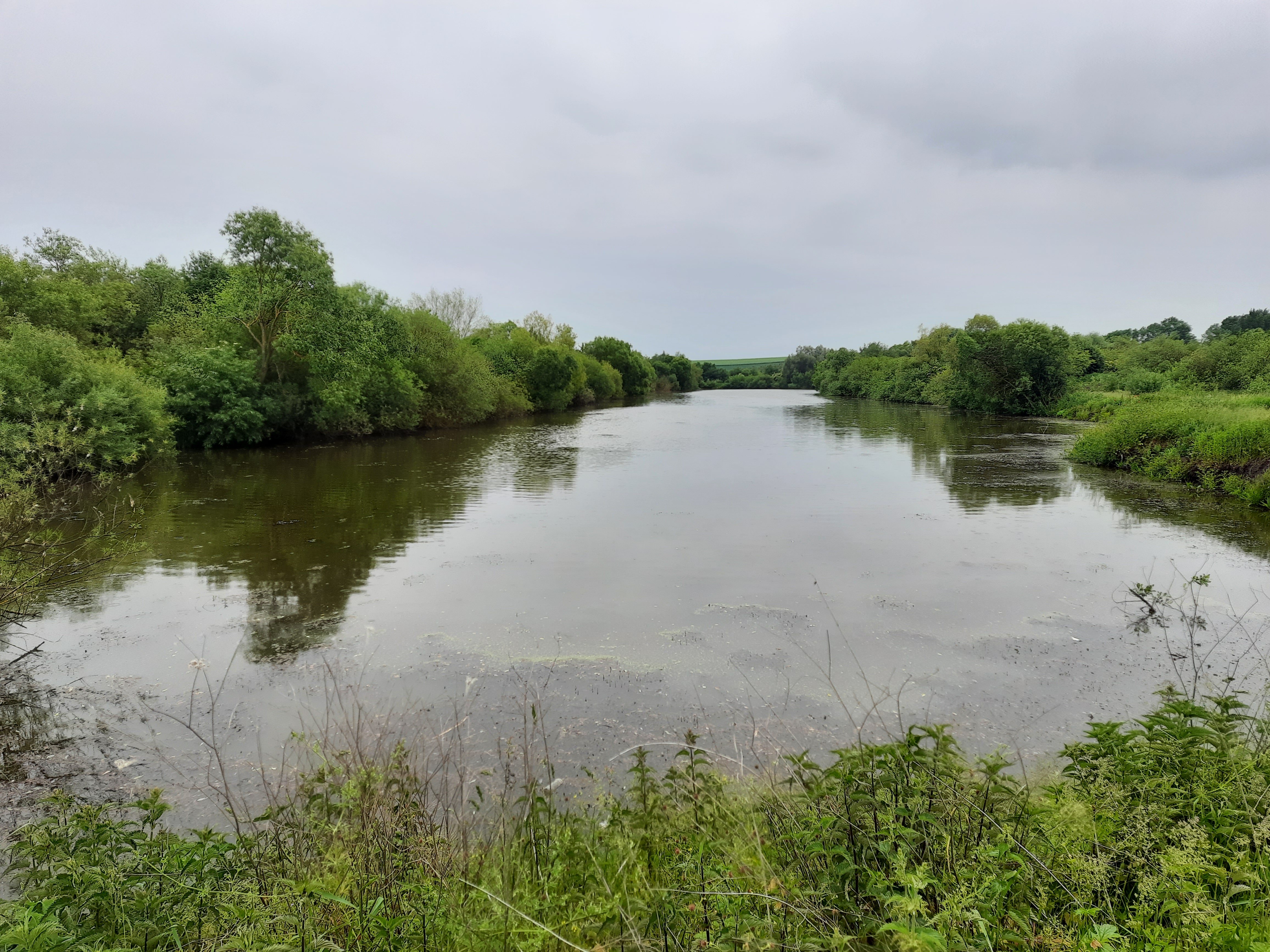
Став біля села